# Ural-batyr

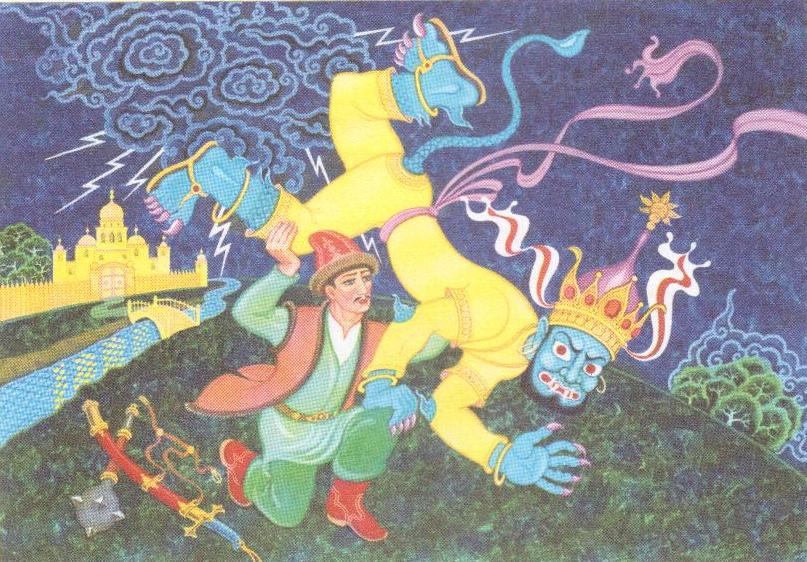
Joven luchando contra un div.

Ural-batyr o Ural-batır (Baskir: Урал батыр, compuesto por Ural + el término turco batır cuyo significado puede ser "héroe o valiente") es el más famoso kubair (poema épico) de los Baskires. Narra los actos heroicos, criaturas legendarias y la formación de fenómenos naturales, entre otros temas. Es análogo con otros poemas épicos similares (el anglosajón Beowulf, el germánico Nibelungenlied, el mesopotámico Gilgamesh, o el finés/kareliano Kalevala). Propaga la idea de la vida eterna de la nación y la capacidad del hombre para vencer el mal.

## Argumento
Basada en tradiciones turcas, iraníes y, en ocasiones, canciones folklóricas tradicionales semíticas, el poema narra los actos heroicos de Ural-batyr. Ural es hijo de una pareja de ancianos, Yanbike y Yanbirðe. Yan (del persa جان jan: "alma"), y Yanbirðe, cuyo significado es "alma dada", mientras Yanbike significa "mujer del alma". Ural demostró desde la infancia todas las cualidades de un héroe legendario, tales como valentía, honestidad, empatía y gran fortaleza física. A diferencia de su astuto y traicionero hermano Shulgan, Ural es un ansioso enemigo del mal y de la muerte que personifica. Al madurar, se embarca en la búsqueda de la Muerte, con el deseo de encontrarla y destruirla. En su camino, se encuentra con varias personas y criaturas legendarias, y a menudo es postergado por largas aventuras; en todos los casos, sus acciones sirven para salvar vidas o vencer el mal. Montando su semental alado Akbuthat (o Akbuz At; corcel blanco-gris), salva a hombres y mujeres jóvenes, preparados para el sacrificio por el tiránico Shah Katil, de la muerte inminente, doméstica a un toro salvaje, destruye un inmenso número de devs, se casa con la legendaria Humai (del persa همای Humay), una criada de cisne, y finalmente golpea al jefe de los devs (del persa دیو div) Azraka, cuyo cadáver se dice que formó el Monte Yaman-tau en los Urales del Sur. Ural-batyr perece en su lucha final con los devs, ya que se ve obligado a beber un lago entero donde se habían escondido de él, pero deja a sus hijos para continuar su iniciativa.

## Historia
El poema, que originalmente existía únicamente en forma de canción, fue escrito por el poeta popular baskir Mukhamedsha Burangulov en 1910. 
En 1968, fue publicado en el idioma baskir en la revista "Agidel" con abreviaturas (preparadas por B. Bikbai y A. Kharisov). En 1972, se realizó la primera publicación completa en baskir, en el primer volumen de la serie de libros "Obra folklórica baskir".
En 1975, se publicó en el primer volumen de la colección "Epopeya heroica de los pueblos de la URSS" en la serie "Biblioteca de literatura mundial", y también en la serie "Las épicas de los pueblos de la URSS".
Por primera vez, la profunda originalidad de la épica "Ural-Batyr" se anunció en las obras de A. A. Petrosyan. Ella fue la primera de las investigadoras en descubrir una similitud entre la trama de la epopeya y la épica sumeria-acadia sobre Gilgamesh. Pero llegó a la conclusión de que existen profundas diferencias en los conceptos ideológicos y artísticos de estas obras.
La épica "Ural-Batyr" es una de las "Siete Maravillas de Bashkortostán". La epopeya está incluida en la Lista de la Organización internacional de cultura turca de Patrimonio Cultural Inmaterial.

## Otras obras
- Das baschkirische Volksepos in der Ubersetzung von Alia Taissina mit Illustrationen von Rais Khalilov. Taschenbuch: 108 Seiten, Auflage: 1 , Sprache: Deutsch, ISBN 3-939165-02-6 , ISBN 978-3-939165-02-6
- Урал батыр. Башҡорт халыҡ ҡобайыры=Урал-батыр. Башкирский народный эпос=Ural‑batur. Bashkort Folk Epic. Ufa, 2005.
- Ergun M., Ibrahimov G.  1996: Baskurt Halk Destani Ural Batur. Ankara.
- Taissina А. 2006: «Ural-Batir. Das baschkirsche Volksepos». Germany.